# Ајкула 3
Ајкула 3 (енгл. Jaws 3-D) амерички је хорор трилер филм из 1983. године, режисера Џоа Алвеса, док су у главним улогама Денис Квејд, Бес Армстронг, Леа Томпсон и Луис Госет Јуниор. Други је наставак филма Ајкула Стивена Спилберга и трећи је филм у истоименом серијалу. Филм прати Бродијеву децу из претходног филма, који сада раде у морском парку на Флориди са подводним тунелима и лагунама. Док се парк припрема за отварање, млада велика бела ајкула допливава у парк са мора и наизглед напада и убија запослене у парку. Та ајкула бива заробљена, међутим, постаје очигледно да је друга, много већа ајкула која је ушла у парк, крива за ове нападе.
Филм је направљен у 3Д форми, током великог интересовања за ову врсту технологије током 1980-их, поред других хорор филмова као што су Петак тринаести 3 и Амитвил 3-Д. Публика је могла да носи једнократне картонске поларизоване 3Д наочаре, како би створили илузију да се елементи пробијају из платна. Неке сцене су дизајниране тако да појачају ефекат, као што је сцена уништења ајкуле. Пошто је 3Д био неефикасан на кућним медијима, све до појављивања 3Д телевизије касних 2000-их, алтернативни наслов Ајкула III је коришћен за телевизијске преносе и кућне медије. Иако комерцијално успешан, филм је добио већином негативне критике. Прати га наставак Ајкула 4: Освета из 1987. године.

## Радња
Мајкл Броди и Шон Броди, синови бившег полицијског начелника Мартина Бродија, раде у воденом парку „Морски свет Флориде” који води Калвин Бушард. Шон се спријатељава са Кели Ен Буковски, а Мајклова девојка, Кетрин, је главна зоологиња која ради са делфинима Синди и Сенди. У тој лагуни коју је човек изградио око 12 метара испод површине воде, Морски свет отвара нови део који се зове „Краљевство у мору”, а који се састоји од стаклених тунела са властитом контролном собом. Калвинов пријатељ Филип Фицројс долази како би нешто снимио. Kада ронилац Шелби Оверман нестане, сви се забрињавају. Мајкл и Kетрин одлазе на роњење и проналазе младунче велике беле ајкуле и одлуче да га донесу у парк.

## Улоге
| Глумац              | Улога            |
| ------------------- | ---------------- |
| Денис Квејд         | Мајк Броди       |
| Бес Армстронг       | Кетрин Морган    |
| Сајмон Мекоркиндејл | Филип Фицројс    |
| Луис Госет Јуниор   | Калвин Бушард    |
| Џон Пач             | Шон Броди        |
| Леа Томпсон         | Кели Ен Буковски |
| П. Х. Моријарти     | Џек Тејт         |
| Ден Бласко          | Дени             |
| Лиз Морис           | Лиз              |
| Хари Грант          | Шелби Оверман    |
| Лиса Маурер         | Етал             |
| Кеј Стивенс         | госпођа Келендер |